# Idaea sublactifera
Idaea sublactifera là một loài bướm đêm trong họ Geometridae.